# UNC84B

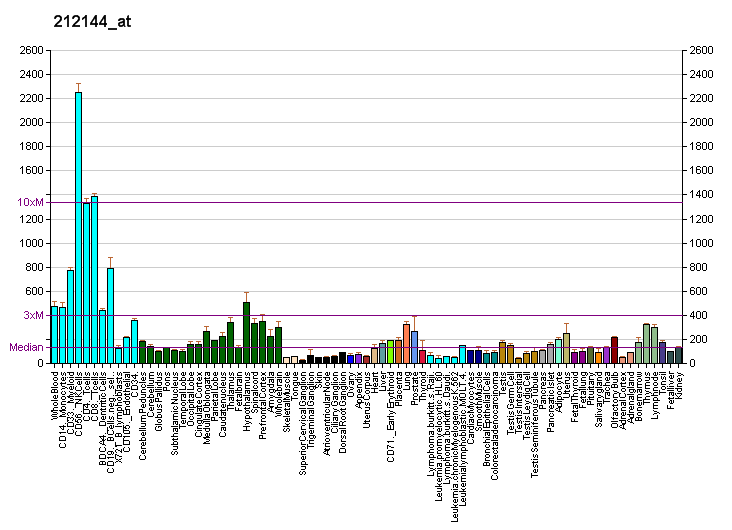
Patrón de expresión génica del gen UNC84B.

El homólogo B de la proteína unc-84 es una proteína que en humanos está codificada por el gen UNC84B.